# 甄逸
甄逸（2世纪—185年），东汉末年中山无极（今河北省无极县）人，上蔡令。娶常山张氏，生三男五女：长子甄豫，早终；次子甄俨，举孝廉，大将军掾、曲梁长；三子甄尧，举孝廉；五女甄姜、甄脱、甄道、甄荣、甄氏。中平二年（185年），甄逸去世。

## 生平
后来甄逸幼女甄氏嫁给权臣曹操子曹丕，生子曹叡。后来曹丕建立曹魏，死后，曹叡继位，是为魏明帝，追封母为文昭皇后，又于太和元年（227年）三月以中山魏昌安城乡一千户追封外祖父甄逸为安城乡敬侯，以其嫡孙甄像袭爵。青龙四年（236年），明帝改甄逸封号为魏昌侯，谥号如故；追封外祖母张氏为安喜君。

## 妻
张氏：常山人，生三男五女；太和元年（228年）四月薨。魏明帝制缌服临丧，百官陪位。青龙四年（236年）追封张氏为安喜君。嘉平年间封张氏为广乐乡君。

## 后代

### 子女
子
- 甄豫，早終
- 甄儼，舉孝廉，大將軍掾、曲梁長；青龙二年春，追封安城乡穆侯；青龙四年，改魏昌侯；妻刘氏，青龙四年追封东乡君。
- 甄堯，舉孝廉

女
- 甄姜
- 甄脫
- 甄道
- 甄榮
- 甄后

### 孙
- 甄像（－235），甄儼之子
- 甄像弟三人，皆列侯

### 曾孙
- 甄畅（－251），甄像子，袭爵
- 甄温，甄畅弟，列侯
- 甄韡，甄畅弟，列侯
- 甄艳，甄畅弟，列侯
- 甄黃，父祖不详，早夭，魏明帝命甄黄与爱女曹淑合葬冥婚，追封甄黄为侯，并为甄黄选嗣，承袭爵位。
- 甄后，甄儼的孫女，曹芳的皇后

### 玄孙
- 甄绍，甄畅子，袭爵
- 甄畅二子，列侯